# Zakrzyce (województwo dolnośląskie)
Zakrzyce – wieś w Polsce położona w województwie dolnośląskim, w powiecie średzkim, w gminie Miękinia.

## Podział administracyjny
W latach 1975–1998 miejscowość administracyjnie należała do województwa wrocławskiego.

## Demografia
Według Narodowego Spisu Powszechnego (III 2011 r.) liczyły 101 mieszkańców. Są najmniejszą miejscowością gminy Miękinia.

## Zabudowa
Zakrzyce to wieś folwarczna. Składa się z zespołu dworsko-folwarcznego w części północnej oraz zabudowy mieszkalnej, ulokowanej wzdłuż krótkiej ulicy w części południowej. W północnej części wsi znajdują się pozostałości założenia parkowego.